# Gampaloup
Le gouffre du Gampaloup est une cavité située dans la combe de Granpaloup, sur  la commune d'Autrans-Méaudre en Vercors, dans le département de l'Isère, en région Auvergne-Rhône-Alpes. 
Il est profond de 338 mètres pour un dénivelé total de 452+114−338 mètres et développait 4 165 mètres de galeries en 2001.

## Exploration
Le gouffre du Gampaloup est exploré par la section grenobloise du Club alpin français (SGCAF), entre 1999 et 2001.

## Géologie
Le Gampaloup se développe dans les calcaires sénoniens. Il suit cette couche de calcaire dont le pendage est assez fort en direction de l'ouest sans jamais atteindre les calcaires urgoniens. 
La résurgence de l'actif du Gampaloup est vraisemblablement l'exsurgence de Goule Noire, qui draine la majeure partie du synclinal d'Autrans-Méaudre.